# Girouxville
Girouxville es un pueblo canadiense situado en la provincia de Alberta.

## Superficie
Girouxville tiene una superficie de 0,66 km².

## Demografía
En 2021, tenía 278 habitantes, una densidad poblacional de 422,4 hab./km², y 150 viviendas.